# Georgiánské období

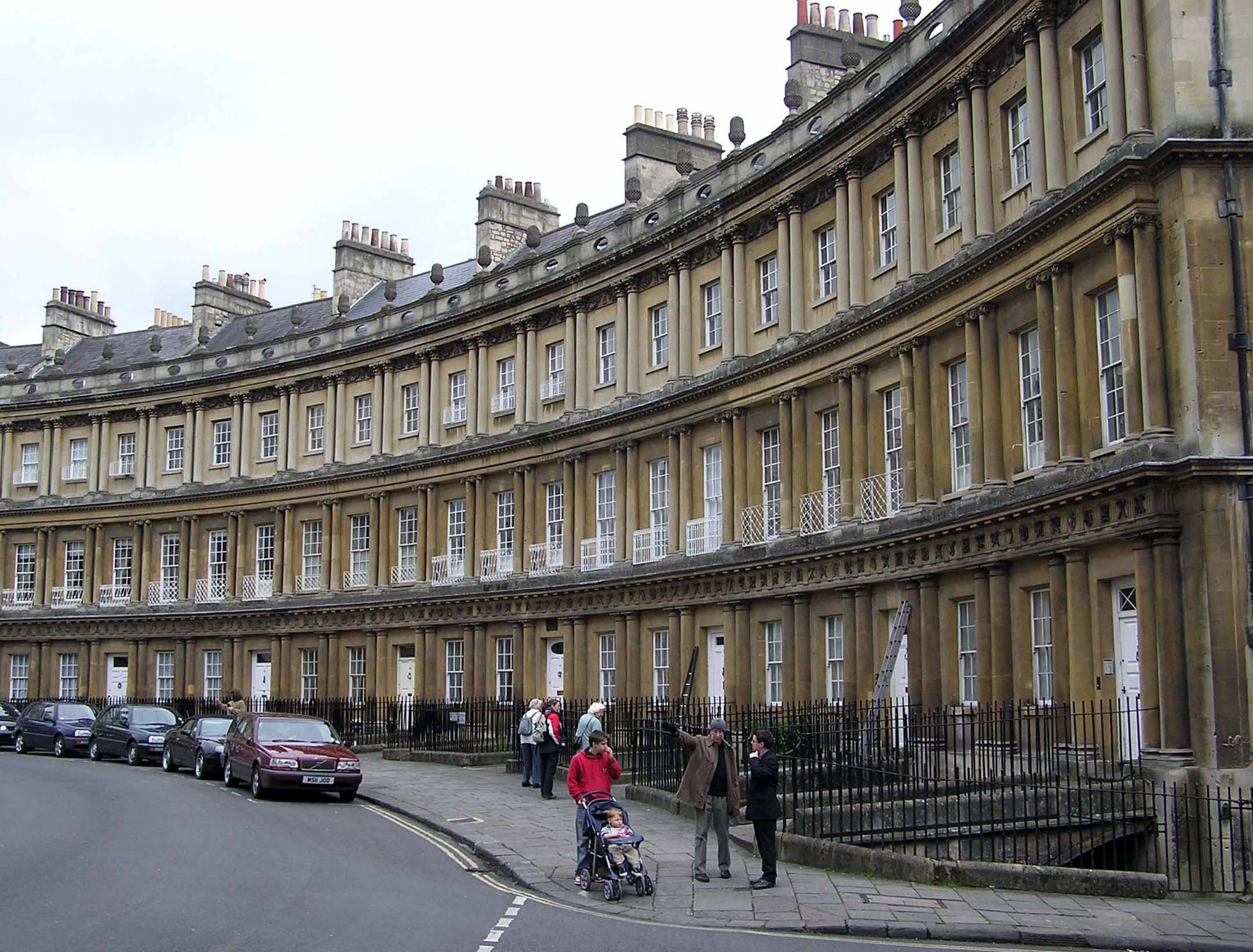
Příklad georgiánské architektury Circus v Bathu postavený v letech 1754-1768

Georgiánské období je perioda britské historie, která je běžně definována jako období vlády Jiřího I., Jiřího II., Jiřího III. a Jiřího IV. v letech 1714 až 1830. Občas je to této etapy britských dějin zahrnováno i období vlády Viléma IV. Pojem georgiánský se běžně používá ve spojení s architekturou a sociálními změnami.

## Umění
Období poloviny 18. století bylo poznamenáno rozvojem kultury, založením Britského muzea a činnosti takových osobností jakými byli například Samuel Johnson, William Hogarth, Samuel Richardson a Georg Friedrich Händel. Společnost a její názory byly zachyceny v románech Henryho Fieldinga, Mary Shelleyové a Jane Austenové architektuře vytvořené Robertem Adamem, Johnem Nashem a Jamesem Wyattem a vzniku novogotického stylu, který odkazoval k předpokládané zlaté éře stavebnictví
Rozkvět umění se projevil ve vzniku romantické poezie reprezentované básníky Samuelem Taylorem Coleridgeem, Williamem Wordsworthem, Percym Bysshe Shelleym, Williamem Blakem, Johnem Keatsem a Georgeem Gordonem Byronem. 
Obrazy Thomase Gainsborougha, Joshuy Reynoldse a mladých J. M. W. Turnera a Johna Constableho zachycovaly měnící se svět georgiánského období, podobně jako zahradní architektura Capability Browna. Skvělými příklady georgiánské architektury se může pochlubit Bath, Dublin a Bristol.

## Sociální změny
Společenské reformy vyvolané politiky, jakým byl například Robert Peel, přinesly změny týkající se zrušení otrokářství, reformy vězeňství a sociální spravedlnosti. V Anglikánské církvi došlo k obrození křesťanství. Spisovatelé Hanahh Mooreová, Thomas Coran, Robert Raikes a Beilby Porteius začali ve svých dílech popisovat sociální problémy současné doby. Byly zakládány nemocnice, nedělní školy a sirotčince.
Ztráta amerických kolonií po Americké revoluci bylo pokládáno za národní katastrofu. Napoleonské války daly vyniknout významným vojenským osobnostem, jakými byli Horatio Nelson a vévoda z Wellingtonu. Rozšiřování koloniálního panství vyneslo do popředí objevitele typu Jamese Cooka. 